# Улица Лаункалнес
Улица Ла́ункалнес (латыш. Launkalnes iela) — улица в Видземском предместье города Риги, в микрорайоне Тейка. Начинается от улицы Баяру и заканчивается перекрёстком с улицей Структору. С другими улицами не пересекается.
Общая длина улицы — 253 метра. На всём протяжении имеет асфальтовое покрытие. Общественный транспорт по улице не курсирует.

## История
Названа в 1929 году в честь исторического латвийского села Лаункалне; переименований улицы не было.
На бо́льшей части улицы сохраняется малоэтажная частная застройка, сложившаяся в довоенный период; в 1980-е годы частично снесена для сооружения 5-этажного дома (№ 12).

## Примечательные здания
- Жилые дома № 1 (постройки 1937 г.), № 7 (1938 г.) и № 9 (1937 г.) являются охраняемыми памятниками архитектуры местного значения[3].